# Muzyka współczesna
Muzyka współczesna – dosłownie: muzyka tworzona współcześnie, dzisiaj. Potocznie jednak sformułowanie to używane jest wobec muzyki skomponowanej w XX wieku, przez muzykologów nazywanej raczej modernistyczną, ewentualnie awangardową, a w powszechnym rozumieniu odbieranej jako „nowoczesna”. Pojęcia te stosowane są wobec sztuki od końca XIX wieku w wyniku narastającego zdezorientowania szerokiej publiczności coraz bardziej indywidualną i coraz częściej zmieniającą się muzyką, której większość publiczności osłuchanej z muzyką XVIII i XIX wieku nie potrafiła zaakceptować. Zasadniczym argumentem podnoszonym przeciwko nowym utworom była (i nadal bywa) ich dysonansowość.
Z muzyką współczesną – wyrosłą z muzyki klasycznej – kojarzą się pojęcia oznaczające rozmaite kierunki, style i techniki, takie jak:
- impresjonizm
- ekspresjonizm
- surrealizm
- neoklasycyzm
- witalizm
- bruityzm
- futuryzm
- prymitywizm
- muzyka dodekafoniczna
- serializm
- punktualizm
- aleatoryzm
- minimalizm
- muzyka mikrotonowa (np. ćwierćtonowa)
- muzyka stochastyczna
- sonoryzm
- spektralizm
- nowa złożoność
- teatr instrumentalny
- muzyka graficzna
- happening
- muzyka elektroakustyczna
  - muzyka konkretna
  - muzyka elektroniczna
- postmodernizm

Na muzykę komponowaną współcześnie narzekano od czasów Monteverdiego, ale rozbieżności między przyzwyczajeniami i oczekiwaniami publiczności a pomysłowością kompozytorów nasiliły się pod koniec XIX wieku. Dla muzyków poszukujących nowych środków wyrazu ukształtowany ponad sto lat wcześniej system dur-moll był zasadniczym ograniczeniem. Pierwszym, który świadomie zburzył strukturę tonalną był Arnold Schönberg, dając początek muzyce dodekafonicznej. Uczniowie Schoenberga i jego następcy, przede wszystkim Alban Berg i Anton Webern rozwinęli jego koncepcję. W drugiej połowie XX wieku dalszą konsekwencją dodekafonii było powstanie serializmu i punktualizmu. Równolegle do Schoenberga powstały też inne koncepcje rezygnujące z tonalności, których autorami byli Charles Ives i Edgar Varèse. Innym sposobem przezwyciężenia systemu tonalnego była mikrotonowość, reprezentowana przez Aloisa Háby i Harry’ego Partcha.
Rozwój technologii elektronicznej i nagraniowej spowodował rozwój muzyki konkretnej (1948 – Pierre Schaeffer) i elektronicznej (1953 – Herbert Eimert i Karlheinz Stockhausen). Kierunki te, oparte na technice elektronicznego przetwarzania i montażu dźwięków na taśmie magnetofonowej, w późniejszych latach określano wspólnie mianem muzyki eksperymentalnej. W latach 50. powstało kilka znaczących ośrodków – najczęściej przy rozgłośniach radiowych (Kolonia, Paryż, Mediolan) i uniwersytetach (Columbia-Princeton). W 1957 roku w Warszawie powstało Studio Eksperymentalne Polskiego Radia. Najwybitniejszym przedstawicielem tego kierunku w muzyce polskiej jest Bogusław Schaeffer.
Niejako na przekór tym eksperymentom tworzył się nurt neoklasyczny, który początkowo był powrotem do klasycznej równowagi środków kompozytorskich i wyrazu dzieła, a z czasem wszedł do arsenału środków stylistycznych jako jedna z technik stylizacji.
Ważnym kierunkiem w muzyce współczesnej lat 60. i 70. był minimalizm zainicjowany przez Terry’ego Rileya, Steve’a Reicha i Philipa Glassa. Kierunek ten popularność zyskał dopiero w latach osiemdziesiątych, kiedy ustępował tworzącym się nie tylko na gruncie muzyki kierunkom postmodernistycznym, których istotną cechą jest wzajemne oddziaływanie pomiędzy współczesną muzyką poważną a muzyką jazzową i rockową oraz odkrywanie dorobku nieeuropejskich kultur muzycznych (muzyka świata).
Obecnie w muzyce współczesnej jest bardzo wiele zróżnicowanych kierunków. W Polsce, przykładowo, można wskazać na kilka odmiennych stylistyk reprezentowanych przez kompozytorów różnych pokoleń:
prosta, tradycyjnie brzmiąca muzyka Wojciecha Kilara
ostentacyjne nawiązywanie do postromantyzmu przez Krzysztofa Pendereckiego
drapieżny minimalizm Henryka M. Góreckiego
tradycyjna narracja „opowiadana” indywidualnym językiem Krzysztofa Meyera
deformacja tradycji w utworach Pawła Szymańskiego
instalacje, improwizacje i performance Krzysztofa Knittla
mozaika tonalnych, atonalnych i inspirowanych rockiem epizodów w utworach Pawła Mykietyna
life electronic Agaty Zubel
Obraz współczesnej muzyki dopełniają całkowicie nowe nurty wywodzące się z tradycji innych niż muzyka poważna, np. jazz, rock, new age czy world music.